# Mannlicher M1903
Mannlicher M1903 — австрийский самозарядный пистолет времён Первой мировой войны, разработанный оружейником Фердинандом Манлихером. Модификация пистолета Mannlicher M1896, внешне напоминает немецкий Mauser C96, благодаря чему получила прозвище «австрийский Маузер».

## Описание
Пистолет Mannlicher M1903, как и его предшественник M1896, имеет оригинальную конструкцию: ударно-спусковой механизм одинарного действия, возводимый автоматически или вручную за удлиненный хвостовик курка, выступающий из боковой части рамки. Исключение являются некоторые пистолеты этой модификации, в которых в УСМ отсутствует разъединитель, поэтому в таких образцах стрелок должен сводить курок вручную перед каждым выстрелом. Курок помещается внутри затворной коробки и при выстреле наносит удар в паз на затворе, в котором помещается ударник. Чтобы поставить пистолет на предохранитель или снять с него, надо переместить кнопку предохранителя, расположенную на тыльной стороне пистолета, вверх или вниз соответственно. Сам предохранитель блокирует затвор и курок, надежно защищая от случайного выстрела. После отстрела всех патронов затвор блокируется в крайнем заднем положении, сообщая стрелку о необходимости перезарядки оружия. Автоматика пистолета основана на принципе отдачи ствола при его коротком ходе.

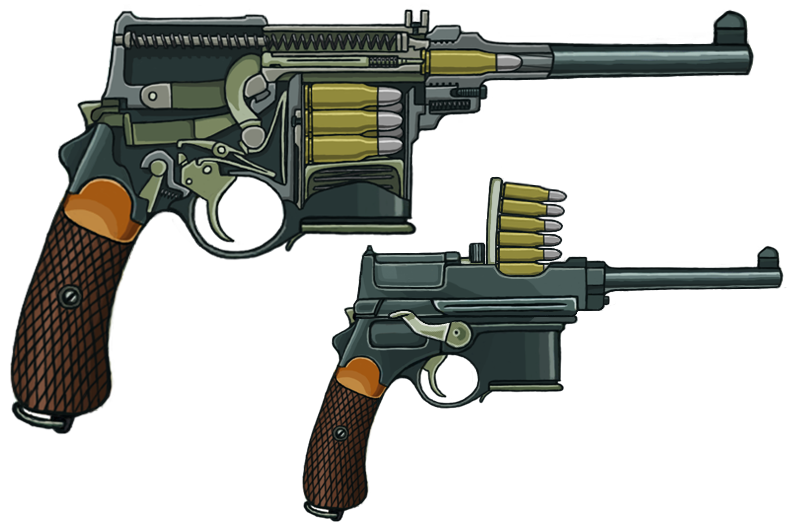
Mannlicher M1896/03 в разрезе, а также зарядка оружия с помощью обоймы.

Отличительной особенностью модификации является коробчатый съемный магазин на шесть патронов, располагающийся впереди спусковой скобы. Сам магазин вынимается при правильном нажатии защелки, поскольку имеет специальный вырез, в который защелка входит специальным выступом. Поэтому, чтобы вытащить магазин, нужно сначала вдавить его в пистолет, а затем отогнув щеколду, вытащить. Сделано это во избежание случайной потери заряженного магазина. Зарядить пистолет можно с помощью обоймы, введя ее в приемное окно сверху.
В вариации M1896/03 Selbstladepistole Karabinerpistole имеется возможность крепления кобуры-приклада. Для этого ее нужно ввести в паз на тыльной стороне рукоятки и зафиксировать с помощью защелки. Благодаря регулируемому прицелу стрельба может вестись с расстояния до 400 метров. В поздних вариациях оружия могли применяться точно такие же патроны, как для Маузера, но с несколько уменьшенным зарядом пороха, однако стрельба ими считалась опасной, поэтому на практике часто использовались менее мощные патроны 7.8x23 Selbstladepistole.
Принцип действия механизмов пистолета почти идентичен модификации М1896 с несъемным магазином.

## Разработка и совершенствование конструкции
В 1897 году на военных испытаниях в Швейцарии Фердинанд Манлихер представляет пистолет M1896(III), являвшийся развитием конструкции M1896(II) с постоянным магазином . M1896(III), отличался от предыдущей модификации прежде всего тем, что имел съемный 6-забойный магазин. Далее эта модификация постоянно совершенствовалась и дорабатывалась уже под названием M1897/01 до 1903 года, когда, собственно, и вышла в продажу под наименованиями M1896/03, M1897/03 и M1903. После того, как в Швейцарии решение принятия пистолета на вооружение было отклонено, конструктор представил его в Австрии, перенеся производство на предприятие Штайр ( Österreichischen Waffenfabriks-Gesellschaft). Впрочем, и здесь M1896/03 был отвергнут, в первую очередь, из-за его большой стоимости изготовления. В то же время, в начале 1900-х рынок самозарядных пистолетов значительно пополнился и большую конкуренцию составляли более дешевые в производстве и более надежные системы.

## Использование
Официально Mannlicher M1903 не был одобрен нигде, хотя использовался в армии Австро-Венгрии как штатное оружие. В сравнении с предыдущими моделями он выгодно отличался прекрасным дизайном и сборкой из высококачественных материалов. Однако невысокая надёжность, недостаточно прочная сборка для мощных патронов, а также сильно напрягаемые механизмы стрельбы и задержки не позволили ему стать популярным в армии Австро-Венгрии. Использование спускового крючка с двойным нажимом, использовавшимся в армейских винтовках, не впечатлило армию. Поэтому общее количество изготовленных пистолетов Mannlicher M1903 было невелико.